# تام بابسون
توماس ویلیام  "تام" بابسون (انگلیسی: Thomas William "Tom" Babson؛ زادهٔ ۱۵ ژوئیهٔ ۱۹۴۵) بازیگر، و مربی هاکی روی یخ اهل آمریکا است.

## اوایل زندگی
بابسون از دبیرستان گلوسستر فارغ التحصیل شد. در دبیرستان به بازی هاکی روی آورد و کاپیتان تیم هاکی روی یخ بود. بعد از فارغ التحصیلی ، به مدت یک فصل برای مدرسه نورث وود هاکی بازی کرد. وی در دوره دانشگاه هم هاکی را رها نکرد و بازیکن هاکی روی یخ دانشگاه سنت لورنس و دانشگاه ماساچوست بود.

### تحصیلات دانشگاهی
بابسون ، لیسانس تئاتر را از دانشگاه ماساچوست و فوق لیسانس هنرهای زیبا را از کالج اسمیت دریافت کرد.

## زندگی حرفه ای

### ورود به دنیای بازیگری
تام بابسون ابتدا معلم ، بازیگر و نویسنده تئاتر بود. یکی از اولین فعالیت های او در هالیوود آموزش بازی هاکی به پل نیومن برای فیلم ضربه محکم بود. وی از دهه ۱۹۸۰ تاکنون در بیش از ۲۵۰ فیلم و سریال تلویزیونی بازی کرده است.
وی همچنین کتابی تحت عنوان «انتخاب بازیگر» تالیف کرده است.

### مربیگری
بابسون از سال ۱۹۹۶ تا ۱۹۹۸ مربی تیم ملی هاکی روی یخ زنان ایالات متحده آمریکا بود و این تیم را در المپیک هدایت کرد. همچنین از سال ۱۹۹۷ تا ۱۹۹۹ در جشنواره ملی هاکی زنان ایالات متحده مربیگری کرد.

## زندگی شخصی
بابسون متاهل است و یک پسر دارد. او و خانواده اش در گلوکستر، ماساچوست زندگی می کنند.